# Hipólito Mejía
Rafael Hipólito Ñemota Mejía Domínguez, född 22 februari 1941 i Gurabo, Santiago de los Caballeros är en politiker från Dominikanska Republiken. 
Han var Dominikanska republikens president från 16 augusti 2000 till 16 augusti 2004.